# Bergwerk Fürst Leopold
Das Bergwerk Fürst Leopold war ein Steinkohlenbergwerk im Dorstener Stadtteil Hervest.

## Name
Der Name des Bergwerks geht auf den Inhaber des Bergregals um 1900 zurück, den Anholter Standesherrn Leopold zu Salm-Salm (1838–1908).

## Geschichte
Zu den Mitbegründern des Bergwerks gehört der Bankier und spätere Geheime Kommerzienrat Albert Müller.

### Vorbereitung und Teufen

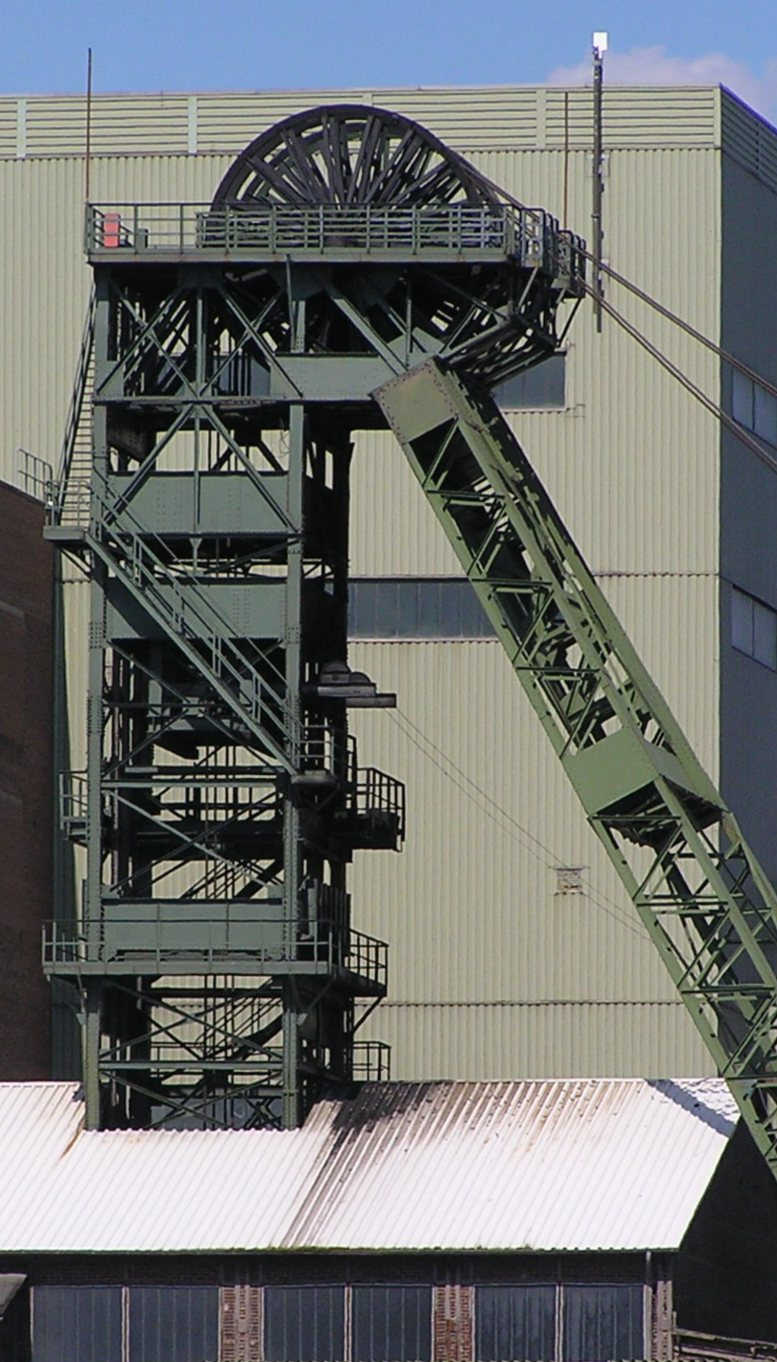
Fördergerüst von Schacht Fürst Leopold 2

In circa 600 m Tiefe stieß die Fürstlich Salm-Salm’sche Generalverwaltung 1902 bei der Tiefbohrung „Fürst Leopold II“ auf Kohle und legte die Steinkohlemutung ein. Die Grubenfelder I und III wurden 1906 an die Gewerkschaften Fürst Leopold I, II und III verliehen. Kurz darauf übernahm die Gelsenkirchener Bergwerks-AG Consolidation die Gewerkschaften und die Felder IV bis X. 1910 wurden für die Gewerkschaft Fürst Leopold alle 10 Felder zum 21,2 km² großen Grubenfeld „Fürst Leopold I“ zusammengefasst. Im November begannen zunächst die Teufarbeiten für den Schacht Fürst Leopold 1, ein halbes Jahr später folgten die Arbeiten für Fürst Leopold 2. Im Dezember 1911 teilte die Bergbau-AG Consolidation aus steuerrechtlichen Gründen das Feld erneut: Es entstanden die Felder „Fürst Leopold“ (16,1 km²) und „Fürst Leopold Fortsetzung“ (6,1 km²). Die vorläufige Endteufe von 690 beziehungsweise 748 m erreichten Schacht 1 und 2 fast gleichzeitig im Mai 1912, als sie auf kohleführende Flöze trafen.

### Fürst Leopold

#### Förderung und Ausbau
Im Januar 1913 wurde die erste Kohle gefördert – bis zum Jahresende 39.236 t, die Belegschaft wuchs auf etwa 450 Arbeiter. 1914 wurde westlich der Förderschächte eine Ringofenziegelei errichtet, die vor allem für die entstehende Zechenkolonie produzierte. 1915 erreichten die Schächte ihre Endteufe von 895 und 876 m.

#### Streik
Im November 1918 erwarb die Hoesch AG die Kuxe der Gewerkschaften für 21,75 Millionen Mark. Von Dezember 1918 bis April 1919 streikten die Bergleute der Dorstener Zechen für höhere Löhne und Sozialleistungen, die Ausschreitungen gipfelten in der Ermordung eines Bürovorstehers. In den Tarifverhandlungen wurde ein bezahlter Jahresurlaub von 3 bis 6 Tagen, ein Durchschnittslohn von 14 Mark sowie die Einführung der 7-Stunden-Schicht erreicht.

### Fürst Leopold / Baldur

#### Interessenvertrag und Verbund
1920 kooperierte die Hoesch AG mit dem Köln-Neuessener Bergwerksverein und der Gewerkschaft Trier (Besitzer der benachbarten Zeche Baldur). Mit der Inflation kam es zu weiteren Streiks um Lohnerhöhungen, die in der Ruhrbesetzung (Ruhrkampf) endeten. „Fürst Leopold“ war von Februar 1923 bis Dezember 1924 von belgischen Truppen besetzt. 1926 begannen die Arbeiten für den untertägigen Verbund von „Fürst Leopold“ (2. Sohle) und „Baldur“ (3. Sohle) bei einer Teufe von etwa 700 m – kurz vor dem Durchschlag kamen die Arbeiten jedoch zum Stillstand. 1927 begannen die Arbeiten für einen eigenen Zechenhafen am Wesel-Datteln-Kanal. Im März 1930 wurden die ersten Kohlen von „Fürst Leopold“ mit der Werksbahn zum Hafen transportiert und dort auf Kähne verladen. Nach anhaltenden Absatzproblemen wurde im Juli 1930 zunächst die Gewerkschaft Trier (und damit die Zeche „Baldur“) auf den Köln-Neuessener Bergwerksverein übertragen. Ein halbes später schlossen sich die Hoesch AG und der Köln-Neuessener Bergwerksverein zum Großunternehmen Hoesch-Köln-Neuessener AG für Bergbau und Hüttenbetrieb zusammen. Wenige Monate später wurde die Zeche „Baldur“ stillgelegt. Um die verbliebenen Schächte zur besseren Bewetterung von „Fürst Leopold“ zu nutzen, wurden die Verbundarbeiten erneut aufgenommen. Im Juni 1931 erfolgte der Durchschlag, das Gesamtbergwerk nannte sich fortan „Fürst Leopold / Baldur“.
Wegen der Weltwirtschaftskrise sank der Absatz des Bergwerks um 1933 so stark, dass Feierschichten eingelegt und Kündigungen ausgesprochen werden mussten. Im Sommer 1934 wurden Hervest und Holsterhausen wegen der hohen Arbeitslosigkeit und Armut zu Notstandsgebieten erklärt.

#### Zweiter Weltkrieg
Ab 1936 ging es, auch aufgrund der höheren Nachfrage der Rüstungsindustrie, auch für „Fürst Leopold / Baldur“ wieder bergauf. Durch den technischen Fortschritt und den Ausbau über wie auch unter Tage wurde 1939 eine Jahresleistung von über einer Million Tonnen Steinkohle überschritten. 1944 wurden etwa 660 Kriegsgefangene zur unter-Tage-Arbeit verpflichtet. Im März 1945 wurden die Tagesanlagen bei schweren Luftangriffen stark beschädigt, während die Luftschutzstollen unter Tage und in Bergehalden etwa 700 Bürger vor den Tieffliegern schützten.

#### Wiederaufbau
Nach Kriegsende begannen die Wiederaufbau- und Reparaturarbeiten, so dass im Oktober 1945 die reguläre Förderung wieder aufgenommen werden konnte. Durch die von den Alliierten geforderte Umgestaltung der deutschen Montanindustrie fiel „Fürst Leopold / Baldur“ an die Hoesch Bergwerks-AG, um den Steinkohle-Bedarf der Dortmunder Westfalenhütte zu decken.
Unter Tage wurde der Holzausbau der Streben durch Stahlausbau ersetzt und die Arbeit durch Schrämmaschinen und Kohlenhobel erleichtert. Weiterer Ausbau der Fördermaschinen und Aufbereitung führten zu höherer Leistungsfähigkeit auch für die über-Tage-Anlagen.

#### Hochdruckkraftwerk
Um das veraltete Kesselhaus zu ersetzen und den Eigenbedarf an Dampf, Druckluft und Strom wirtschaftlicher zu decken, wurde Anfang der 1950er Jahre ein Hochdruckkraftwerk errichtet. 1955 musste die hauseigene Ziegelei der Erweiterung um eine Druckvergasungsanlage zur Erzeugung von Starkgas weichen, die vor allem von der Essener Ruhrgas AG benötigt wurde. 1959 wurde das Dorstener Bergwerk in die wiedergegründete Hoesch AG eingegliedert.

#### Absatzkrise
Nach den Rekordjahren 1956/1957 (knapp 1,5 Millionen Tonnen Jahresförderung bei 4250 Beschäftigten) musste die Förderung wegen einer anhaltenden Absatzkrise auf 1,2 Millionen Tonnen gedrosselt werden. Grund für diese Kohlekrise war die Verdrängung der deutschen Steinkohle durch Erdöl und billigere Import-Kohle vor allem aus den USA. So wurde bis etwa 1967 die Belegschaft wie auch die Jahresförderung kontinuierlich bis auf 879.000 t bei 1699 Mitarbeitern gesenkt, gleichzeitig konnte jedoch die Schichtleistung (Tonne je Mann und Schicht) von 1,95 auf 3,84 t/MS gesteigert werden.

### Fürst Leopold / Wulfen

#### Eingliederung in die Ruhrkohle AG
Um den deutschen Bergbau weiter zukunftsfähig zu betreiben, wurde 1968 die Ruhrkohle AG gegründet, in der 80 % der fördernden Bergwerke zusammengefasst wurden. Auch die Hoesch AG übertrug ihre Bergwerke samt „Fürst Leopold / Baldur“ an die RAG. Zusammen mit den Zechen „Brassert“ und „Wulfen“ wurde „Fürst Leopold / Baldur“ in den Unternehmensbereich Bergbau AG Herne / Recklinghausen eingegliedert.
Da ein Verbund von „Wulfen“ weder mit „Brassert“ noch mit „Auguste Victoria“ realistisch erschien, entschloss sich die Unternehmensleitung im Juni 1970, die Schachtanlagen „Fürst Leopold / Baldur“ und „Wulfen“ zum Bergwerk „Fürst Leopold / Wulfen“ zusammenzulegen.

#### Verbund
Im Rahmen eines Explorationsprogramms zur Erkundung neuer Lagerstätten stieß man bei Tiefbohrungen im Baufeld „Wulfen“ 1974 auf weitere Steinkohleflöze. So konnte die für 1975 geplante Stilllegung der Schachtanlagen „Wulfen“ abgewendet werden und die Pläne für den untertägigen Verbund nahmen Gestalt an. Im Januar 1975 begannen die Verbundarbeiten zwischen „Fürst Leopold“ (3. Sohle -838 m ü. NN) und „Wulfen“ (2. Sohle -990 m NN). Die etwa 7,5 km Strecke wurden innerhalb von sechseinhalb Jahren aufgefahren. Im Juli 1981 zündete der ehemalige Mitarbeiter und Dorstener Bürgermeister Hans Lampen den letzten Abschlag. Durch den Verbund ergab sich für das Bergwerk „Fürst Leopold / Wulfen“ ein Baufeld von 96,0 km².

#### Ausbau

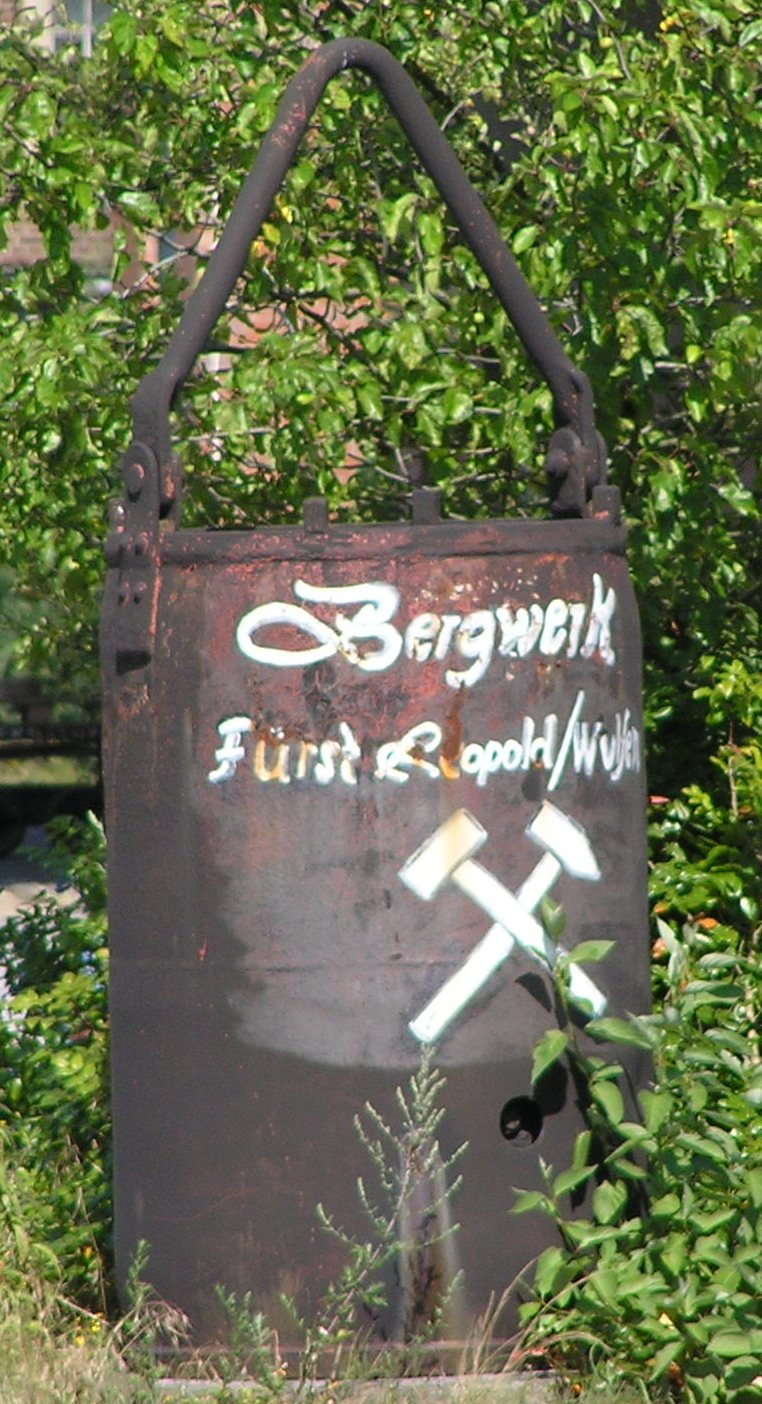
Abteufkübel am Westtor

Während der Verbundarbeiten wurden vor allem die Anlagen über Tage modernisiert: Schacht 1 wurde 1975/1976 von Gestell- auf Skipförderung umgebaut, es wurden neue Siebmaschinen und Großsiecher installiert und die Förderwege vereinfacht. Unter Tage war die bedeutendste Umstellung der selbstschreitende Schildausbau.
1983 wurde zudem eine „Rohkohlen-Stapel- und Vergleichmäßigungsanlage“ in Betrieb genommen um die geförderte Rohkohle zu einem gleichmäßigeren Produkt zu vermischen. Um den Schacht 1 auf Baldur besser als Wetterschacht nutzen zu können, wurde er bis auf −1328,4 m NN tiefer geteuft. 1997 erzielte „Fürst Leopold / Wulfen“ mit 2.400.350 t bei etwa 3000 Beschäftigten die höchste Jahresförderung der Betriebsgeschichte.

### Bergwerk Lippe

#### Verbund und Schließung

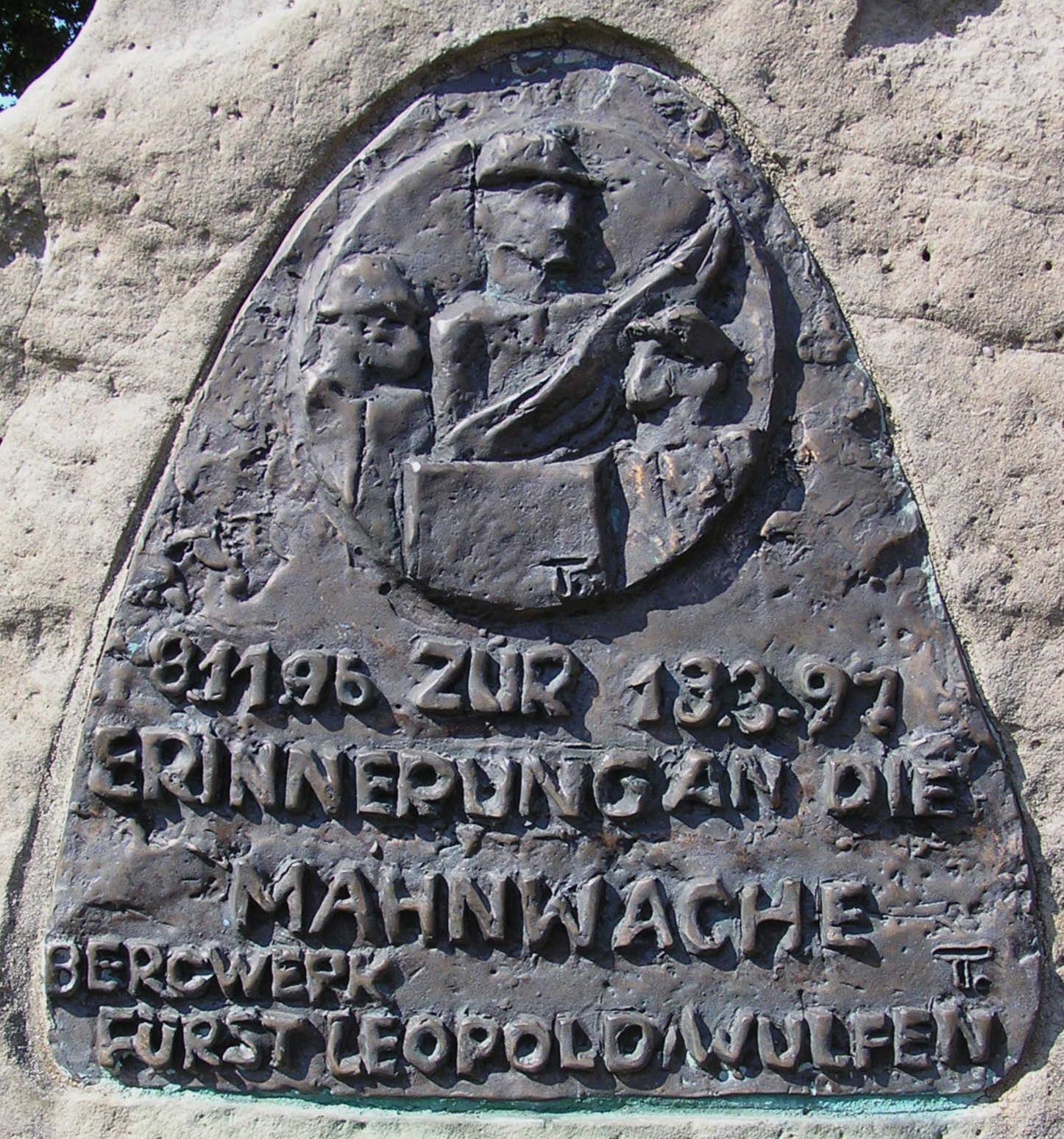
Gedenktafel zur Mahnwache von Tisa von der Schulenburg

Trotz Demonstrationen und Mahnwachen der Bergleute erfolgte 1998 der Verbund mit der Gelsenkirchener Zeche „Westerholt“ zum Bergwerk „Lippe“. Am 17. August 2001 wurde die Förderung auf „Fürst Leopold“ schließlich eingestellt. Die Schächte Wulfen 1 und 2 und der Schacht Baldur 1 wurden anschließend verfüllt. Am Standort Fürst Leopold blieben beide Schächte zum Zwecke der Bewetterung und Wasserhebung zunächst offen. Nach der Entscheidung, den Schacht 1 mit Tauchpumpen zur Wasserhaltung auszurüsten, konnte Anfang 2019 der Schacht 2 verfüllt werden.

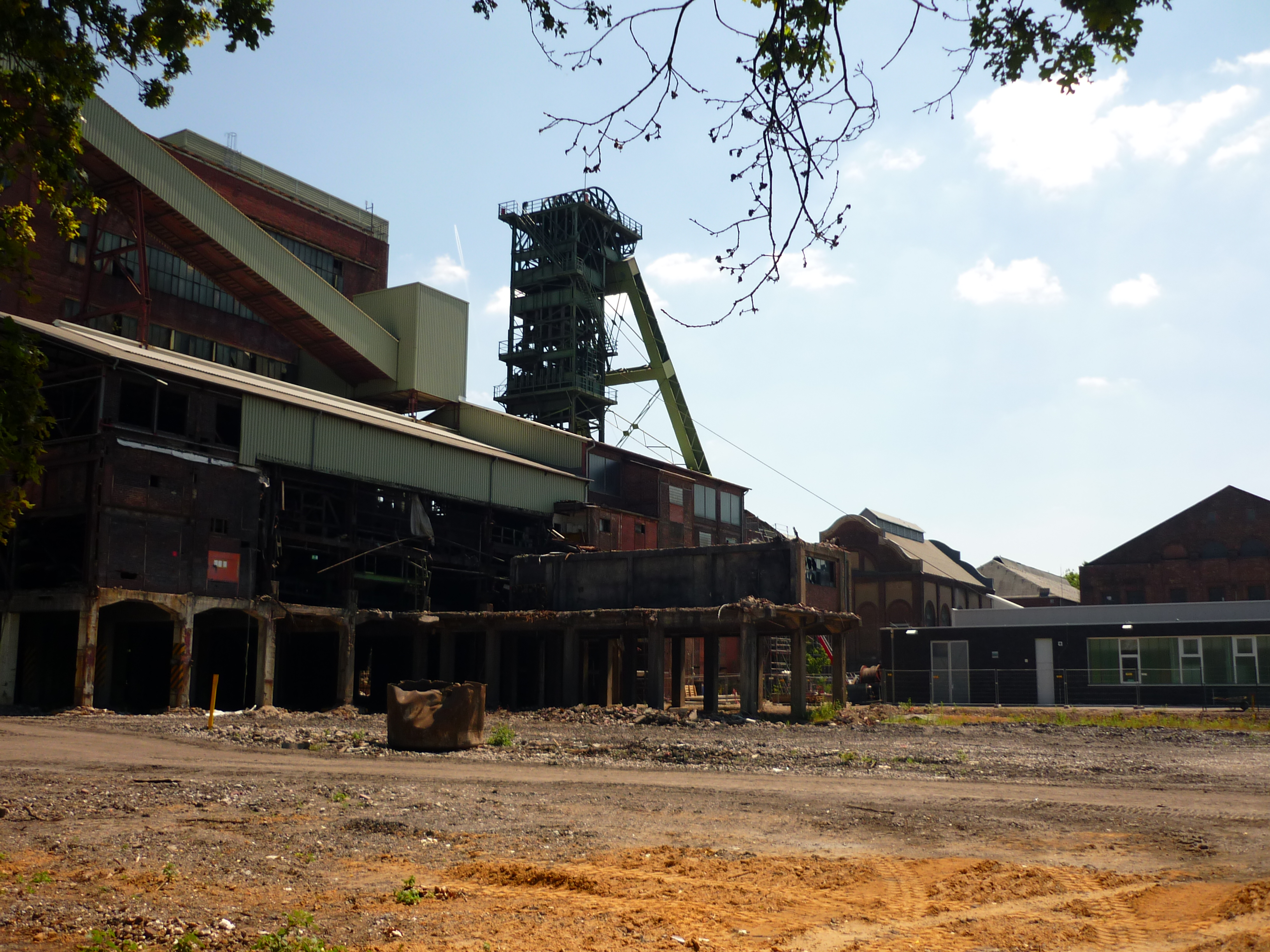
Zeche Fürst Leopold (2010)

## Heutige Nutzung

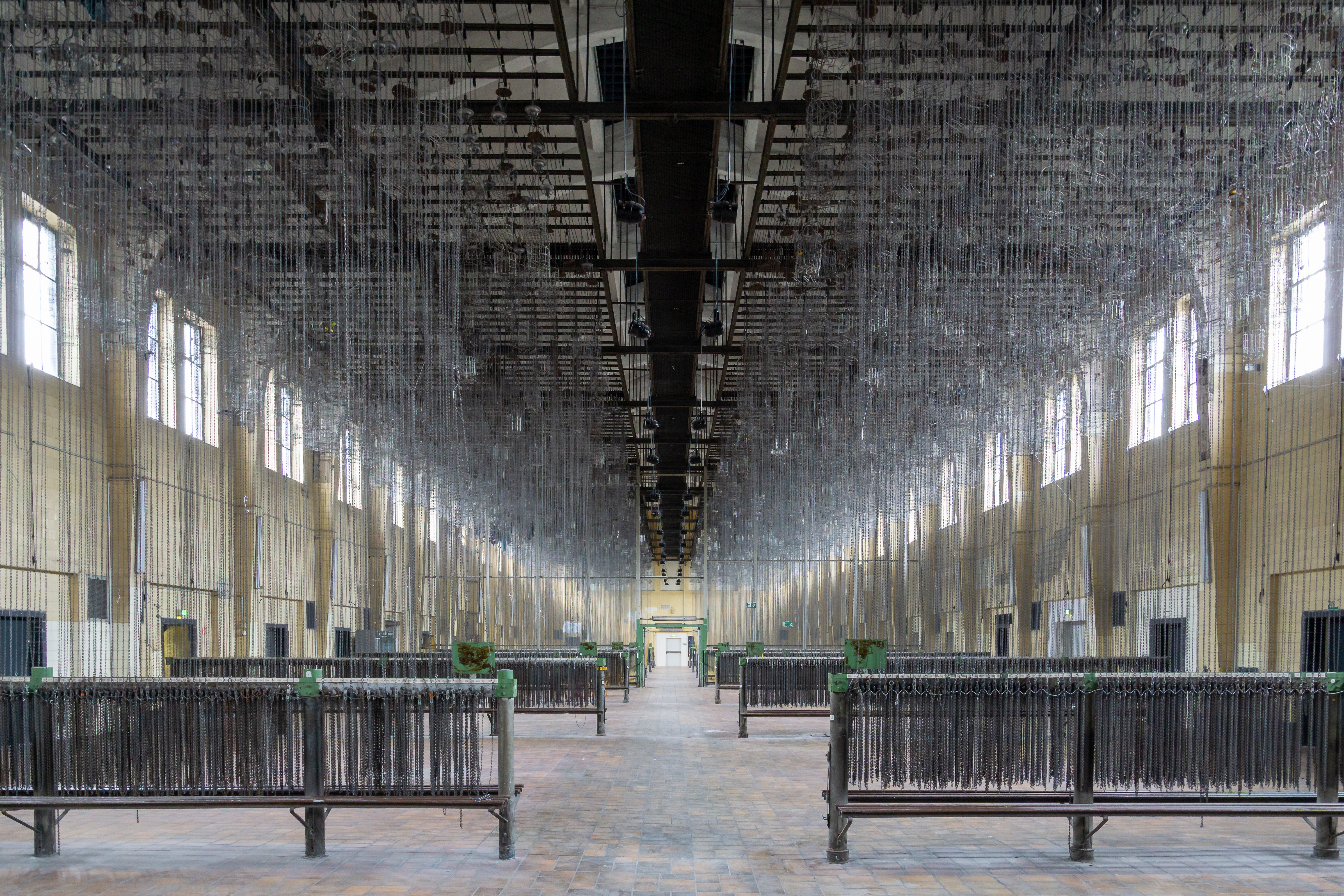
Ehemalige Waschkaue als Teil des Creativquartiers Fürst Leopold

Schacht 1 diente zunächst weiterhin als Wetter- und Materialschacht für das Bergwerk „Lippe“. Das Fördergerüst wurde am 6. April 2008 abgerissen. Zahlreiche übertägige Anlagen wie Kohlenwäsche und -aufbereitung wurden mittlerweile abgebrochen. Schacht 1 und 2 bleiben bis auf weiteres offen für die Wasserhaltung.
Das Fördergerüst Schacht 2 aus den Jahren 1912/1913 wurde 2015 in die Obhut der Stiftung Industriedenkmalpflege und Geschichtskultur gegeben.
Um Konzepte für neue Nutzungsmöglichkeiten zu entwickeln, wurde 2001 die Projektgesellschaft Fürst Leopold gegründet. In der folgenden Zeit wurde das Gelände in unregelmäßigen Abständen für Kulturveranstaltungen wie beispielsweise die ExtraSchicht genutzt. 
Bei der Dorstener stadtinfo können außerdem Führungen gebucht werden. Seit Sommer 2004 wird auf dem Zechengelände der monatliche Motorradtreff Auf Leopold mit bis zu 3500 Bikern veranstaltet.
Auf dem von einem privaten Investor erworbenen und umgebauten Gelände eröffnete das Creativquartier Fürst Leopold. Neben kultureller Nutzung siedelte der Eigentümer ab dem Jahr 2013 auch Gewerbe und Gastronomie in den renovierten Gebäuden des ehemaligen Bergwerks an. Außerdem wurde auf dem Gelände das Leo, ein soziokulturelles Zentrum mit Schwerpunkt Jugendhilfe eingerichtet. Seit August 2020 werden im Geheimdepot Escape Games angeboten. Den Mittelpunkt des Areals bildet der neu eingerichtete Fürst-Leopold-Platz.

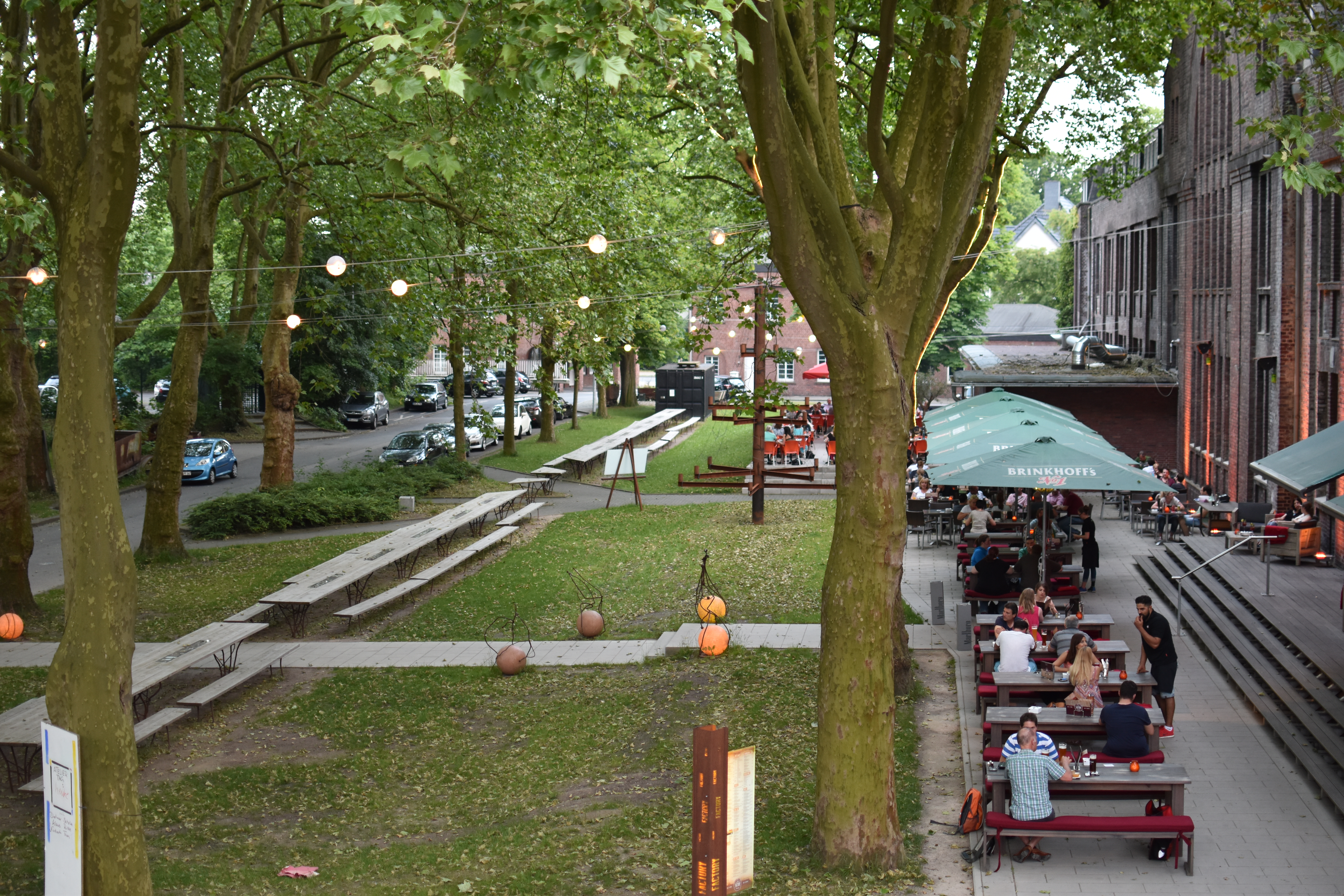
Gastronomie am Fürst-Leopold-Platz
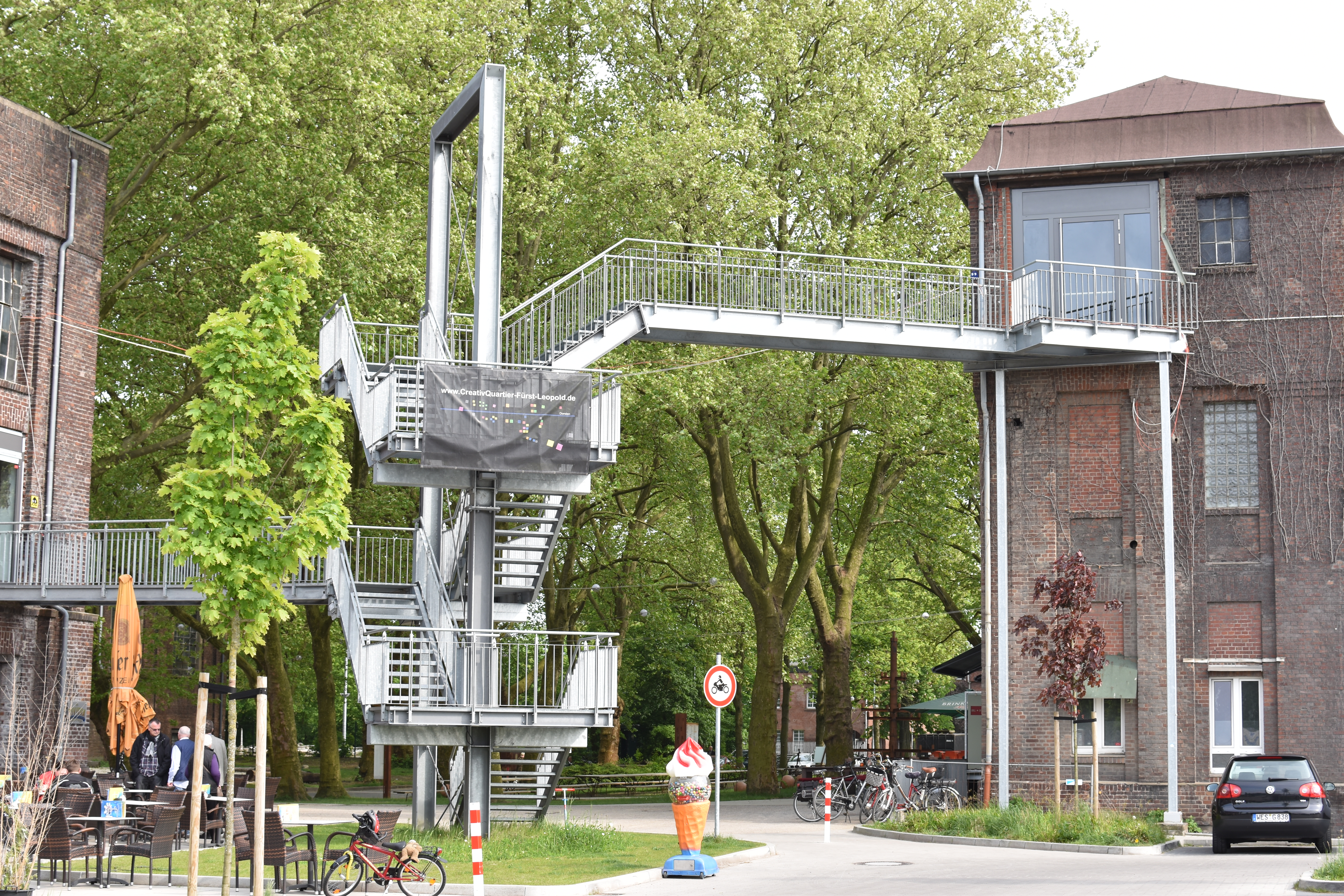
Aufgang zu den Ateliers
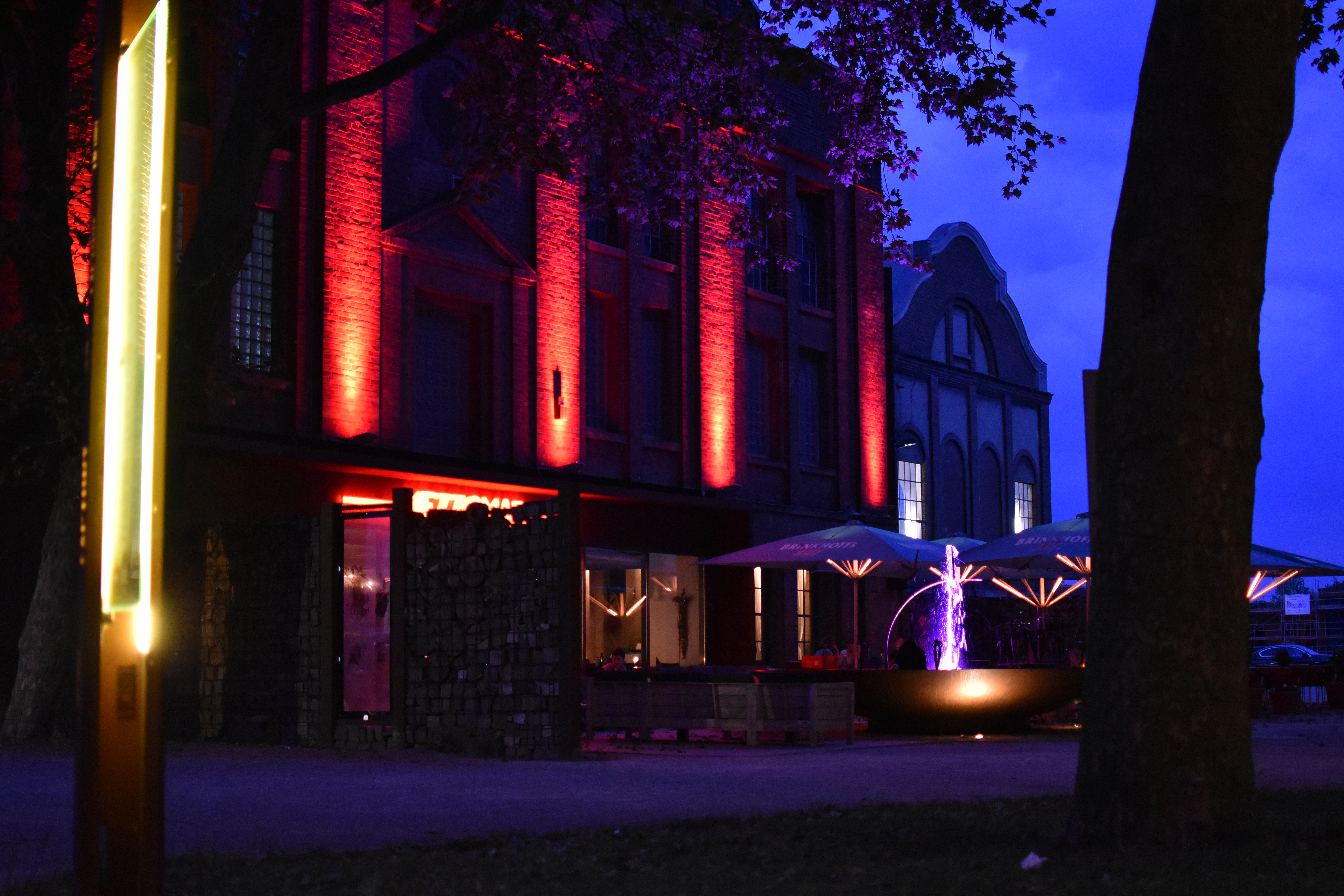
Creativquartier am Abend
Das Leo